# (27694) 1981 EX34
A (27694) 1981 EX34 a Naprendszer kisbolygóövében található aszteroida. Schelte J. Bus fedezte fel 1981. március 2-án.